# Свята Бразилії
У Бразилії більшість народних свят мають іберійське, африканське та індіанське походження. Вони відбуваються у певні дати католицького календаря. Різдво, карнавал та липневі свята, а також найважливіші народні свята відзначаються у всіх регіонах Бразилії. Крім них існує ще безліч інших місцевих урочистостей і гулянь, які стали традиційними для кожного міста чи штату. Багато з них вшановують якогось святого покровителя, як наприклад Нашого Господа Спокійного Упокою (Nosso Senhor do Bonfim) у Салвадорі. Хоч багато свят мають спільну тему, однак у кожній місцевості вони мають свої особливі риси залежно від регіональних традицій.

## Різдво в Бразилії
Найпопулярніше християнське свято відзначає народження Ісуса Христа та його послання миру і солідарності між людьми. Хоча для багатьох це свято стало лише приводом для споживання та колективних гулянок, його первісний дух братання продовжує бути досить відчутним. Підготовка розпочинається вже в кінці листопада — у цей час прикрашають будинки і вулиці, а люди обмінюються вітаннями.
Святкова атмосфера триває до Дня Волхвів — Dia de Reis (6 січня), коли за традицією прибирають Різдвяне деревце (arvore de Natal — ялинка або сосна). У домашній обстановці найурочистіші події — це вечеря 24 грудня та обід 25 грудня. У ці моменти збираються всі члени родини, обмінюються подарунками та смакують особливі страви, такі як індик (peru), каштани (castanhas) та солодкі грінки (rabanada), які нагадують про європейські корені святкування. Крім цих страв, ще деякі різдвяні символи, такі як Дід Мороз (o Papai Noel), Різдвяне деревце та стилізована скульптура ясел і поклоніння Волхвів новонародженому Ісусу (шопка — Presepio), мають європейське походження. Принаймні один з них — Різдвяне деревце — виник з дохристиянських святкувань. Оскільки у древності вірували, що у середині дерева живе дух родючості, то у травні у кожному селі, у центрі саджали дерево, щоб забезпечити майбутній врожай.
У Бразилії перше Різдвяне деревце з'явилося на початку XX століття. Ясла (шопка) — інша освячена бразильська традиція. Це фігурки з глини, дерева, металу або тіста, які представляють Святе Сімейство і поклоніння Волхвів. Вони виникли в Італії у XIII столітті: вірять, що першу шопку зробив сам Святий Франциск Ассізький.
Обов'язковий образ на святкуваннях — Дід Мороз, який об'єднує риси різних європейських персонажів, таких як наприклад наш Святий Миколай. Пастораль (O Pastoril), трійка Східних Королів — Рейзадо (Reisado) та Поклоніння Волхвів (Folia de Reis) — жартівливі святкування пов'язані з різдвяними персонажами такими, як пастухи та Східні Королі — є складовою частиною веселощів у різних регіонах Бразилії. У багатьох містах, разом з цими, відбуваються й інші свята, такі як Бумба-меу-Бой (Bumba-meu-boi — легенда про воскресіння забитого улюбленого вола одного господаря), маружада (marujada) та конгада (congada), свята пов'язані з ушануванням Святого Бенедикта, хоч їх тематика і не пов'язана безпосередньо з різдвяними традиціями.

## Червневі свята
Вони відбуваються по всій країні у липні на вшанування трьох святих. Перший — Святий Антоній, 13 липня; Святий Жоао (іоан) святкується 24 липня, а 29 липня черга Святого Петра. Як правило, святкування відбувається на відкритому повітрі, на місці прикрашеному кольоровими прапорцями. Там розпалюється багаття на всю ніч. До столу подають традиційні страви, такі як кукурудзяна каша (canjica de milho), пе-де-молеке (pe-de-moleque — арахісове повидло), смажені зерна кукурудзи (pipoca), смажений арахіс (amendoim torrado), джем з солодкої картоплі (doce de batata doce) серед інших страв. Дорослі п'ють підігріте вино приправлене спеціями та традиційний кентао (quentao) зроблений на основі кашаси — горілки з цукрової тростини (cachaca) та імбиру. Апогеєм святкування є танок куадрілья, що походить від французького менуету. У ці свята люди часто висловлюють прохання до Святих: від них походять «симпатії», ритуали, яких треба дотримуватись з усією строгістю, інакше бажання (прохання) не здійсниться. Найвідоміші ритуали пов'язані с Святим Антонієм, якого вважають хранителем шлюбу.
Походження липневих свят сягає дуже давніх часів, святкувань задля отримання багатого врожаю, успішної роботи та плодовитості і родючості. Багаття та сільське весілля, наприклад, є небагатьма символами, що пройшли крізь часи і збереглися до наших днів. У давнину люди поринали в оргії, вірячи, що сексуальна енергія запліднить землю. З приходом християнства ці звичаї зникли, але їхнє значення залишилося у стилізованому сільському весіллі.

## Духів День (Festas do Divino)
Це свято відбувається на честь сходження Святого Духу на Апостолів Христа. Воно святкується через 50 днів після Пасхальної Неділі, що відповідає п'ятидесятниці офіційного католицького календаря. Його основним символом є біла голубка, яка уособлює Божественний Святий Дух. Святкування було принесене португальцями у XVI столітті. У деяких містах його апогеєм є коронування імператора, на яке наряджаються у пишні шати з велюру і сатину. У залежності від регіону, на різних етапах і ритуалах свята виступають групи акомпанементу — голосового і музичного. Для проведення урочистостей проводиться збір коштів. Окрім танців та проходження з хоругвами, на честь свята проводяться різні витівки та атракціони: кінні паради (cavalhadas), «мосамбіки» і «конгади», танці, такі як «куруру», «жонго» та «фанданго». Найвизначніші святкування Духового Дня проводяться в Алкантарі (штат Мараньяо), Піренополісі (штат Гойяс), Параті (штат Ріо-де-Жанейро), Сан-Луїс-де-Параітінга, Можі-дас-Крузес та Тієте (штат Сан-Паулу).
| Прапор Бразилії | Це незавершена стаття про Бразилію. Ви можете допомогти проєкту, виправивши або дописавши її. |